# Hồ Buir
Hồ Buir (tiếng Mông Cổ: Буйр нуур; tiếng Trung: 贝尔湖, bính âm: Bèi'ěr Hú, Hán-Việt: Bối Nhĩ hồ) là một hồ nước ngọt nằm giữa biên giới Mông Cổ và Trung Quốc. Nó nằm trong bồn địa hồ Buir. Phần lớn hồ thuộc về Mông Cổ, chỉ có một phần nhỏ dọc theo bờ tây thuộc về Trung Quốc. Thành phố Hulunbuir (Hô Luân Bối Nhĩ) của Trung Quốc được đặt tên theo hồ này kết hợp với tên hồ Hô Luân (Hulun), hồ Hô Luân nằm hoàn toàn ở phía Trung Quốc.
Năm 1388, quân Minh dưới quyền Lam Ngọc giành được một chiến thắng lớn trước quân Bắc Nguyên trên vùng hồ Buir. Vị lãnh đạo Bắc Nguyên là Tögüs Temür đã cố gắng trốn thoát nhưng bị giết ngay sau đó.